# Danalia fraissei
Danalia fraissei is een pissebed uit de familie Cryptoniscidae. De wetenschappelijke naam van de soort is voor het eerst geldig gepubliceerd in 1925 door Nierstrasz & Brender à Brandis.